# World Spider Catalog
 World Spider Catalog (WSC) é um banco de dados pesquisável online relacionado à taxonomia de aranhas. O objetivo é listar todas as famílias, gêneros e espécies aceitos, além de fornecer acesso à literatura taxonômica relacionada. A WSC começou como uma série de páginas online individuais em 2000, criadas por Norman I. Platnick, do Museu Americano de História Natural. Após a aposentadoria de Platnick em 2014, o Museu de História Natural de Berna (Suíça) assumiu o catálogo, convertendo-o em um banco de dados relacional.
A partir de fevereiro de 2020, cerca de 48,501 espécies aceitas foram listadas.
A ordem Araneae (aranhas) tem o sétimo maior número de espécies de todas as ordens. A existência do World Spider Catalog faz das aranhas o maior táxon, com uma listagem on-line atualizada regularmente. Foi descrito como um "recurso exaustivo" que "promoveu estudos rigorosos e ampliou a produtividade" na taxonomia das aranhas.  